# Zé Carlos (1945–2018)
Zé Carlos, właśc. José Carlos Bernardo (ur. 28 kwietnia 1945 w Juiz de Fora, zm. 12 czerwca 2018 w Belo Horizonte) – brazylijski piłkarz występujący podczas kariery na pozycji ofensywnego pomocnika.

## Kariera klubowa
Zé Carlos karierę piłkarską rozpoczął w klubie Sport Juiz de Fora w 1963 roku. W 1965 roku przeszedł do Cruzeiro EC, gdzie grał w latach 1965–1977. Z Cruzeiro zdobył Copa Libertadores 1976 oraz dziesięciokrotnie mistrzostwo stanu Minas Gerais – Campeonato Mineiro w 1965, 1966, 1967, 1968, 1969, 1972, 1973, 1974, 1975 i 1977 roku. W 1977 roku przeszedł do Guarani FC, w którym grał przez trzy lata. Z Guarani zdobył mistrzostwo Brazylii 1978. W 1980 roku występował w Botafogo FR i EC Bahia. W późniejszych latach grał w słabszych klubach, kończąc ostatecznie karierę w 1983 roku w klubie Uberaba SC.

## Kariera reprezentacyjna
Zé Carlos ma za sobą powołania do reprezentacji Brazylii, w której zadebiutował 11 sierpnia 1968 w wygranym 3–2 towarzyskim meczu z reprezentacją Argentyny. W tym samym roku wystąpił jeszcze w meczu z RFN oraz w 1970 z Argentyną, po czym przez pięć lat nie był powoływany do reprezentacji. W 1975 roku powrócił do kadry i wystąpił w Copa América 1975. Na turnieju wystąpił w dwóch meczach Brazylii z Peru. Drugi mecz z Peru rozegrany 4 października 1975 był jego piątym i zarazem ostatnim w reprezentacji.